# Niki Zimling
Niki Dige Zimling (ur. 19 kwietnia 1985 w Tårnby) – duński piłkarz występujący na pozycji defensywnego pomocnika. Od 2017 roku gra w zespole SønderjyskE.

## Kariera klubowa
Niki Zimling zawodową karierę rozpoczął w 2003 w Brøndby. W jego barwach zadebiutował w rozgrywkach duńskiej Superligi, a miało to miejsce 27 kwietnia podczas wygranego 3:1 spotkania z Midtjylland Herning. W sezonie 2003/2004 Zimling wziął udział w trzynastu ligowych pojedynkach, a 17 września 2003 strzelił swojego pierwszego gola dla Brøndby w zremisowanym 1:1 meczu przeciwko Aalborg BK. W 2005 kopenhaski zespół sięgnął po dziesiąty w historii klubu tytuł mistrza Danii, jednak Zimling wystąpił wówczas tylko w trzech spotkaniach Superligi.
W letnim okienku transferowym Niki podpisał kontrakt z Esbjerg fB i w nowej drużynie bez problemów wywalczył sobie miejsce w podstawowej jedenastce. W sezonie 2005/2006 zaliczył 26 ligowych występów i razem z zespołem dotarł do finału Pucharu Danii. W kolejnych rozgrywkach Superligi w 33 spotkaniach zdobył dziesięć bramek i obok Jespera Becha był najlepszym strzelcem swojego klubu. Łącznie w barwach Esbjerg fB były zawodnik Brøndby wystąpił w 81 pojedynkach i zdobył w nich siedemnaście bramek.
Na początku 2009 Zimling na zasadzie wolnego transferu przeniósł się do grającego w Serie A Udinese Calcio, gdzie o miejsce na środku pomocy rywalizuje z takimi graczami jak Gökhan İnler, Gaetano D’Agostino, Christian Obodo oraz Fernando Tissone. W Serie A zadebiutował 22 marca w przegranym 0:2 meczu z Genoą. W sezonie 2009/2010 rozegrał 4 ligowe pojedynki, w tym 2 podstawowym składzie.
W czerwcu 2010 duński gracz został wypożyczony do NEC Nijmegen. W 2011 roku przeszedł do Club Brugge. W 2013 roku przeszedł do 1. FSV Mainz 05. W 2014 został wypożyczony do AFC Ajax, a w 2016 do FSV Frankfurt. W 2017 przeszedł do SønderjyskE.

## Kariera reprezentacyjna
Zimling ma za sobą występy w młodzieżowych reprezentacjach Danii, dla których łącznie rozegrał 48 meczów i strzelił pięć bramek. Brał między innymi udział w Mistrzostwach Europy U-21 2006, a w tym samym roku otrzymał nagrodę najlepszego piłkarza młodego pokolenia w kraju.
Do seniorskiej kadry Zimling po raz pierwszy został powołany 20 listopada 2006 na tournée po Stanach Zjednoczonych, Salwadorze i Hondurasie, które odbyło się w styczniu 2007 roku. Oficjalny debiut w drużynie narodowej duński pomocnik zaliczył 6 lutego 2008 w wygranym 2:1 meczu ze Słowenią, kiedy to w 65. minucie zmienił Daniela Jensena.